# Lobenfeld

Wappen von Lobenfeld

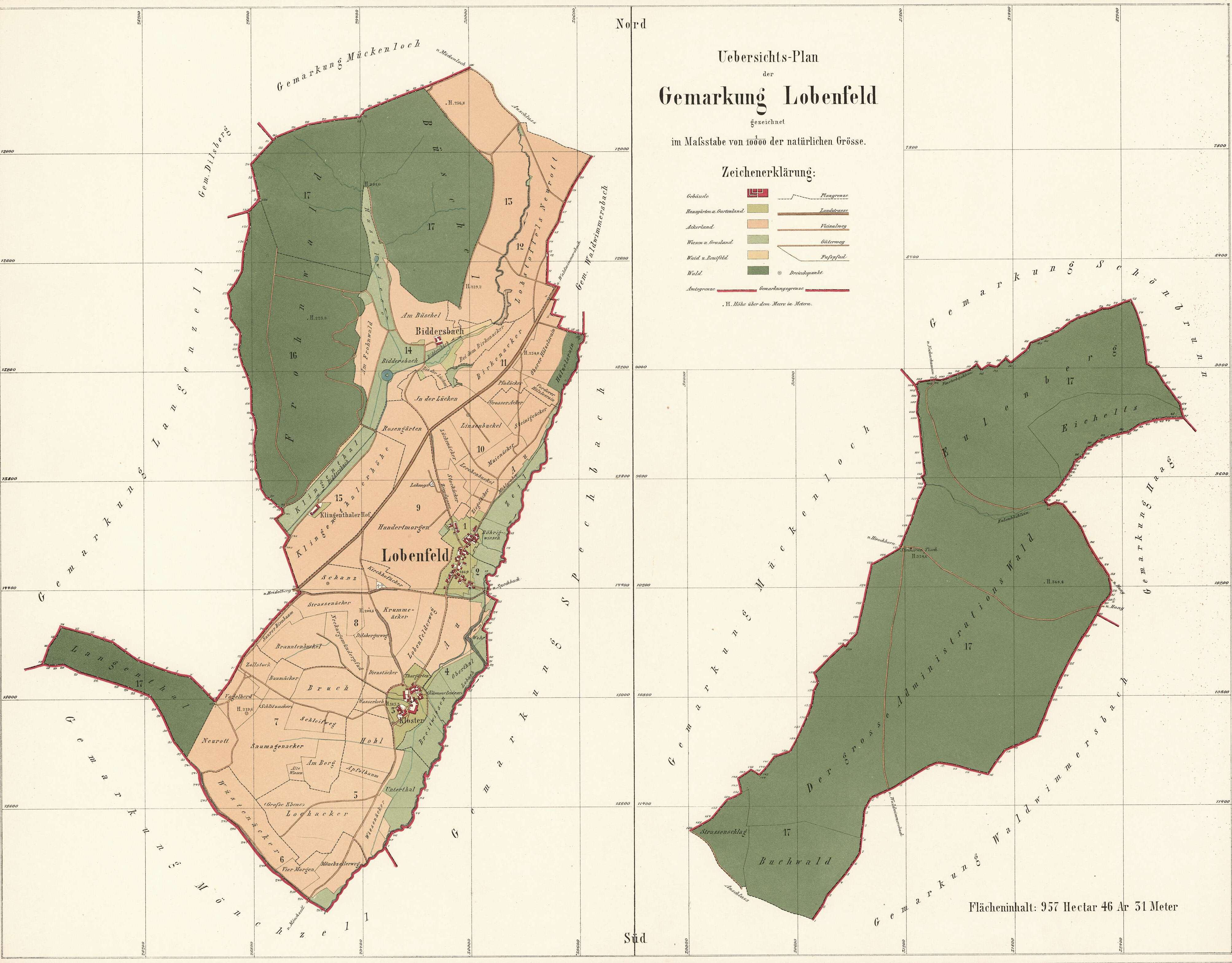
Gemarkung Lobenfeld, Stand 1877

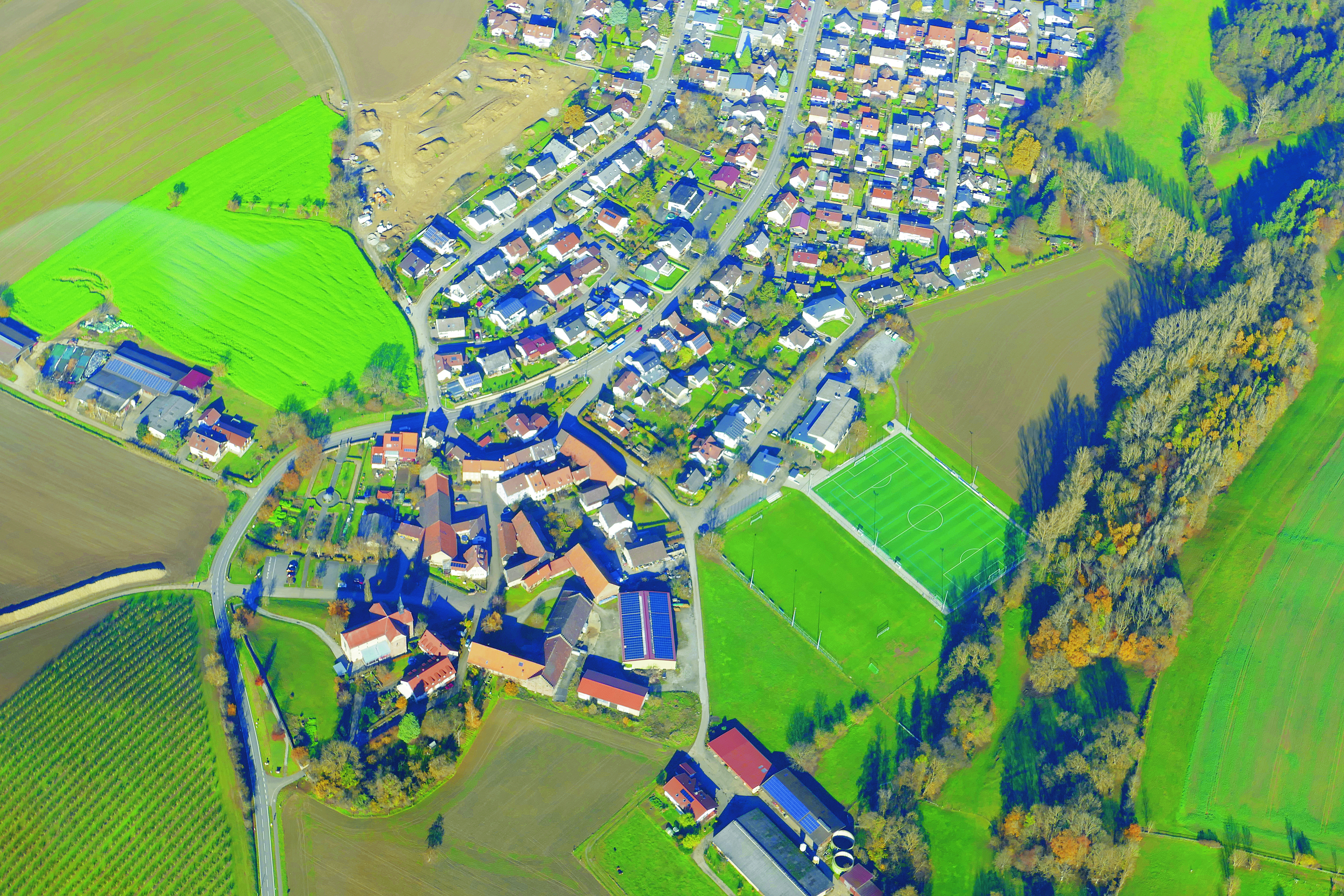
Blick auf den Südteil des Ortes

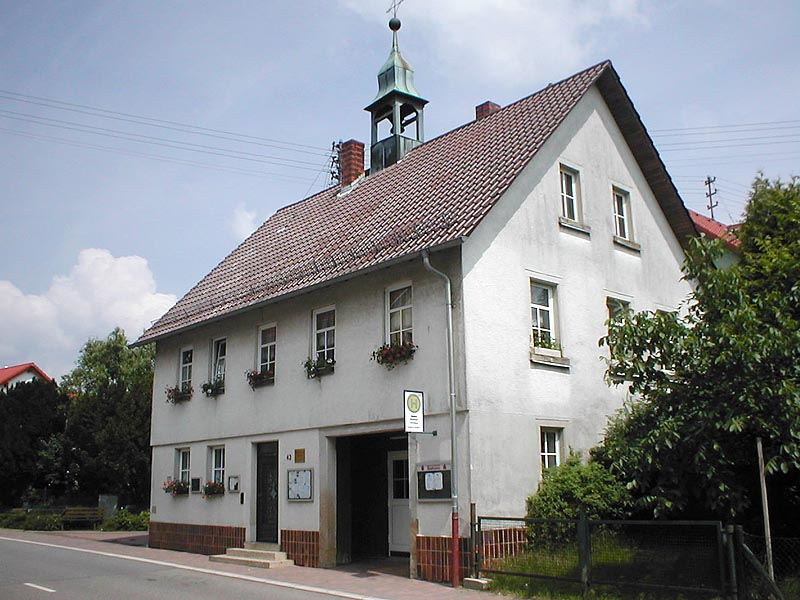
Rathaus von Lobenfeld

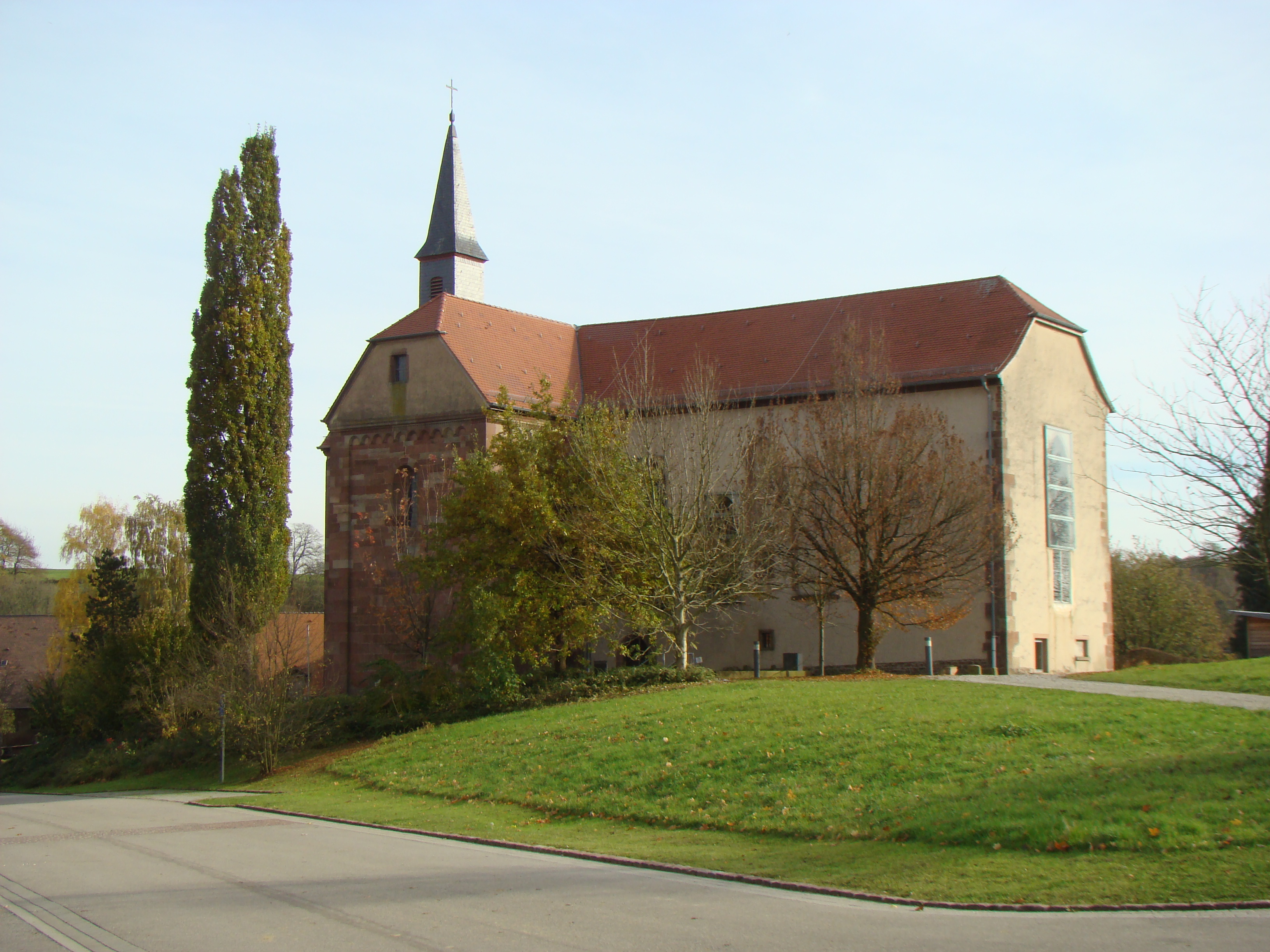
Evangelische Kirche von Lobenfeld

Lobenfeld ist eine Ortschaft im Nordwesten von Baden-Württemberg. Es bildet heute einen Teil der Gemeinde Lobbach im Rhein-Neckar-Kreis.

## Geographie
Lobenfeld liegt im südwestlichen Teil des kleinen Odenwaldes im Übergangsbereich zum Kraichgau. Dort befindet sich das Dorf in Hanglage am rechten Ufer des Lobbaches. Die Lage spiegelt sich auch in der Gemarkung des Ortes wieder: Während der Südwesten eine offene Landschaft zeigt, ist der Nordosten dicht bewaldet.
Benachbarte Gemeinden (auch ehemalige) sind, beginnend im Nordosten und dann im Uhrzeigersinne, Schönbrunn, Haag, Waldwimmersbach, Spechbach, Mönchzell, Langenzell, Dilsberg und Mückenloch.
Zu Lobenfeld gehört der Biddersbacher Hof im Norden. Früher gehörte auch der Klingentalerhof im Nordwesten hinzu, er ist aber mittlerweile abgerissen worden.

## Geschichte
Lobenfeld bildet einen Ausbauort des hohen Mittelalters. 1167 wurde es urkundlich erstmals als Lobinfelt erwähnt, der Name könnte sich auf eine Person beziehen. Eng verbunden mit dem Ort ist das Kloster Lobenfeld, das bis zur Reformation die Ortsherrschaft besaß.  Wissenschaftlich wird davon ausgegangen, dass Lobenfeld ursprünglich ein Hofgut war, das vom Kloster zum Dorf ausgebaut worden war. Belegt ist dieses erstmals 1229.

## Verwaltungszugehörigkeit
Lobenfeld gehörte zur Meckesheimer Zent in der Kurpfalz. Dort zählte es zum Unteramt Dilsberg, das dem Oberamt Heidelberg unterstand. Mit der Auflösung der Kurpfalz 1803 fiel es an Baden.
In Baden kam Lobenfeld zum Amt Neckargemünd. Da dieses 1857 aufgelöst wurde, wechselte der Ort für kurze Zeit zum Bezirksamt Eberbach, 1864 zum Bezirksamt Heidelberg. Aus diesem ging 1939 der gleichnamige Landkreis hervor.

## Gemeinde
Lobenfeld hatte früher eine eigenständige Gemeinde gebildet. 1885 errichtete sie ein Rathaus aus baulichen Teilen eines Wohnhauses, das zuvor im Kloster gestanden hatte und dort abgebrochen worden war.
Ende 1974 wurden Lobenfeld und Waldwimmersbach zur Gemeinde Lobbach vereinigt.

## Verkehr
Durch Lobenfeld verläuft die Landesstraße 530, die aus Richtung Neckargemünd im Nordwesten kommt und den Ort im Südosten mit Spechbach und Epfenbach verbindet. Sie wird gekreuzt von der Kreisstraße 4178, die von Waldwimmersbach im Nordosten über Lobenfeld, Mönchzell und Meckesheim zum Unterhof im Südwesten führt.

## Religiöses
In Lobenfeld stehen sowohl die evangelische als auch die die katholische Kirche unter Denkmalschutz.

## Söhne und Töchter des Ortes
- Daniel Feuling (1882–1947), Benediktiner und katholischer Religionsphilosoph